# 基什罗兹瓦吉
基什罗兹瓦吉，是匈牙利包尔绍德-奥包乌伊-曾普伦州所辖的一个村。总面积8.34平方公里，总人口140，人口密度16.8人/平方公里（2011年1月1日）。